# Křížová cesta (Votice)
Zaniklá Křížová cesta ve Voticích na Benešovsku se nacházela v jižní části obce na hřbitově.

## Historie
Křížová cesta byla tvořena třinácti plochými kapličkami umístěnými na vnitřní straně hřbitovní zdi. Čtrnáctým zastavením byla kaple Božího hrobu postavená podle jeruzalémského vzoru, která stojí uprostřed hřbitova. Zeď nechal kolem kaple postavit hrabě Ferdinand František z Vrtby, ve výklencích byly obrazy křížové cesty. Zlomky zdi jsou patrné ještě v dnešní době.